# スヴィ・コッコネン
スヴィ・コッコネン（Suvi Kokkonen、2000年2月1日 - ）は、フィンランドの女子バレーボール選手。ポジションはアウトサイドヒッター。フィンランド代表。

## 来歴

### クラブチーム
ウーシカウプンキ出身。2015年、Kuortaneen Urheiluopistoへ入団。2017年、Hämeenlinnan Lentopallokerhoへ移籍し、2017/18シーズンの国内リーグでは優勝を果たした。2018/19シーズンの国内リーグではMVPとベストアウトサイドヒッター賞を受賞した。2020年4月、フランスのVBナントへの移籍が発表され、2020/21シーズンのフランスリーグで3位となった。2022年8月、Rote Raben Vilsbiburgへの移籍が発表され、1年間プレーした。2023年8月、SCポツダムと契約し、2023/24シーズンのブンデスリーガでは3位となった。2024/25シーズンはルーマニアのCSO Voluntari 2005でプレーする。

### 代表チーム
2017年、シニア代表に初選出された。同年のヨーロッパゴールデンリーグで銀メダルを獲得した。欧州選手権には2019年より3大会連続で出場し、エースとして活躍した。

## 球歴
- 欧州選手権 - 2019年、2021年、2023年

## 受賞歴
- 2018年 - 2017/18フィンランドリーグ ベストアウトサイドヒッター賞
- 2019年 - 2018/19フィンランドリーグ MVP、ベストアウトサイドヒッター賞

## 所属クラブ
- Kuortaneen Urheiluopisto（2015-2017年）
- Hämeenlinnan Lentopallokerho（2017-2020年）
- VBナント（2020-2022年）
- Rote Raben Vilsbiburg（2022-2023年）
- SCポツダム（2023-2024年）
- CSO Voluntari 2005（2024年-）